# Hymn Argentyny
Himno Nacional Argentino – hymn państwowy Argentyny.

## Historia
Słowa w swym pierwotnym brzmieniu zostały napisane w 1813 przez Vicente Lópeza. Pierwotny tytuł brzmiał „Himno de Mayo” (Hymn majowy).
Konstytucyjne Zgromadzenie Narodowe, pierwszy parlament Argentyny, zaaprobowało słowa hymnu (pod zmienionym tytułem „Marsz patriotyczny” – Marcha Patriótica) 11 maja 1813. Następnego dnia wyznaczyło Blasa Parerę do skomponowania muzyki. Przyjmuje się, że pierwotna wersja muzyki została zaprezentowana publicznie przed 25 maja tego samego roku. Pierwszym poświadczonym wykonaniem hymnu wraz z muzyką jest nocny wiec patriotyczny, jaki odbył się 28 maja 1813 w teatrze w Buenos Aires.
Od czasu swego powstania pieśń kilkakrotnie zmieniała tytuły. „Marsz patriotyczny” z czasem zaczął być określany mianem „Narodowej Pieśni Patriotycznej” (Canción Patriótica Nacional), a później mianem „Pieśni patriotycznej” (Canción Patriótica). W biuletynie z 1847 zawierającym słowa i partyturę utworu pojawia się po raz pierwszy jego obecny tytuł – „Argentyński Hymn Narodowy” (Himno Nacional Argentino).
W 1860 kompozytor i dyrygent Juan P. Esnaola przygotował nieco zmodyfikowaną wersję muzyki. Słowa przez dłuższy czas pozostawały w formie oryginalnej. Jednakże z czasem ich antyhiszpańska wymowa straciła na sile przekazu. Zmienił się także etos narodowy Argentyny. Tożsamość narodowa Argentyńczyków zaczęła się kształtować wokół miłości i przywiązania do ojczyzny, a nie wobec konfliktu z dawną metropolią. Z końcem XIX wieku publicyści zaczęli coraz częściej podkreślać, że hymn państwowy nie powinien budować poczucia tożsamości wokół konfliktu i wojny. Coraz częściej też uznawano, że hymn powinien podkreślać jedność narodu, a nie jego rozczłonkowanie.
Podczas prezydentury generała Julio Argentino Roca, w roku 1900, Rada Ministrów przyjęła następujący dekret:
Uznajemy, że nie należy tworzyć nowych wersji Hymnu Narodowego. Mamy jednak również świadomość, że niektóre zwrotki (bardziej) odpowiadają koncepcjom przejawiającym się w hymnach na czas pokoju innych narodów. Mając także na uwadze spokój i godność rzesz Hiszpanów, którzy dzielą z nami nasz los nie łamiąc naszych praw ni tradycji, Prezydent Republiki wraz z Radą Ministrów uznaje, że tylko niektóre zwrotki hymnu powinny być wykonywane:
- Artykuł I: Podczas świąt oficjalnych lub publicznych oraz we wszystkich szkołach w kraju należy wykonywać jedynie pierwszą i ostatnią zwrotkę oraz refren „Pieśni Narodowej” przyjętej przez Zgromadzenie Narodowe 11 marca 1813 jako hymn narodowy.

## Słowa współczesne
| ¡Oíd, mortales! Oid ¡mortales! el grito sagrado: ¡Libertad, Libertad, Libertad! Oid el ruido de rotas cadenas: Ved en trono a la noble Igualdad. ¡Ya su trono dignísimo abrieron Las provincias unidas del Sud! Y los libres del mundo responden: ¡Al Gran Pueblo Argentino Salud! Sean eternos los laureles Que supimos conseguir. Coronados de gloria vivamos O juremos con gloria morir. | Słyszcie, śmiertelni! Słyszcie, śmiertelni, święty krzyk: Wolność! Wolność! Wolność! Słyszcie dźwięk zrywanych kajdan, Spójrzcie na szlachetną Równość na tronie. Już odsłoniły ten tron szlachetny Zjednoczone prowincje Południa A wolni tego świata odpowiadają: Chwała wielkiemu narodowi argentyńskiemu! Niech będą wieczne laury, Jakie zdobędziemy. Skąpani w chwale będziemy żyć Lub zginiemy na polu chwały. |